# Visentreservatet i Białowieża

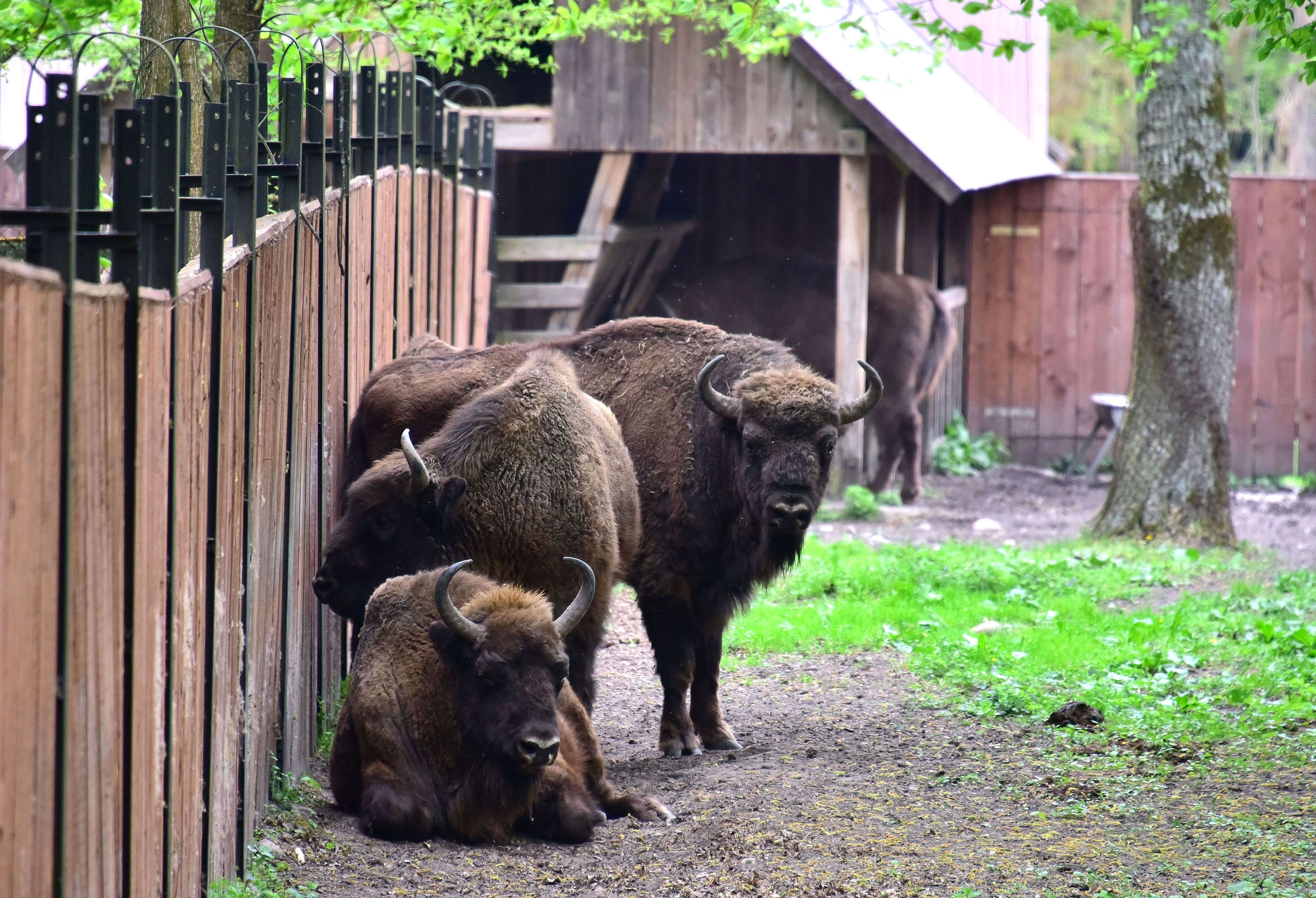
Visentreservatet i Białowieża

Visentreservatet i Białowieża (polska: Rezerwat Pokazowy Żubrów) är en viltpark i nationalparken Białowieskaskogen. Det grundades 1929 som en första etapp för att återställa den utrotningshotade visentstammen. Det ligger vid provinsvägen nr 689, som förbinder tätorten Białowieża med Hajnówka.

## Visenter i Białowieskaskogen
I början av 1800-talet var Białowieskaskogen det enda habitatet för låglandsvisenten. Visentpopulationen där växlade under 1800-talet och fram till första världskrigets utbrott mellan 350 och 1898. Kort före kriget uppskattades antalet till 727 djur. Första världskriget medförde från augusti 1915 en förstörelse av skogen och dess djurliv av den tyska armén, inte minst av den till människor tillvanda visentstammen. I mars 1917 uppskattade tyskarna populationen till 121 individer. Efter den tyska arméns reträtt avslutade överlevande lokalbefolkning och tjuvskyttar utrotningen och 1919 sköts den sista visenten i Białowieżaskogen.
Den andra av de två sista bisonpopulationerna i det fria, i Kaukasus, dog ut 1927. År 1924 konstaterades att endast 54 djur utanför Kaukasus hade överlevt artens kollaps, inklusive 39 härrörande direkt från Bialowiezapopulationen och som fanns i djur- och viltparker. Dessa visenter i fångenskap blev utgångspunkt för en internationell räddningsaktion från 1923 för att återställa arten, på initiativ av Jan Szoltcman. I augusti 1923 bildades i Tyskland Internationale Gesellschaft zur Erhaltung des Wisents, vars mål var att rädda bisonen från fullständig utrotning och återställa en livskraftig stam. Projektet startade sin verksamhet med att upprätta en lista över samtliga existerande visenter. Djuren registrerades i European Bison Pedigree Book, vars första utgåva publicerades 1932 i Tyskland, och som fortfarande följs upp och utges i Polen.

## Avelsstation i Białowieża
Den 19 september 1929 fördes kon Kobold från Danmark och tjuren Borusse från Tyskland till Białowieża. Den fick senare under 1929–1931 ytterligare sex djur (bland andra kvigorna "Biserta" och  "Biscaya" från Skansen, och 1935 två till, Björnson och den äldre kon Bilma från Skansen. År 1937 föddes den första kalven i Bialowieza-linjen, Polka av de polska föräldrarna Biscaya och Plisch. Den senare kom från den så kallade Plesslinjen, avlad i viltparken vid Pszczyna med ursprunglig härkomst från visenter i Bialowieza, och kom att få stor betydelse som stamfar till ett stort antal visenter i Polen och i andra länder.
Djuren i viltreservatet i Bialowieza överlevde andra världskriget. I slutet av 1944 fanns där 17 visenter, varav fyra från Låglandslinjen (Białowieżalinjen) och 13 från Låglands-Kaukasuslinjen (Białowieża-kaukasiska linjen).
Det nuvarande reservatet består av en del på 28 hektar som byggdes 1937 och en utvidgning från 1951 på 43 hektar.

## Utsläpp i naturen
År 1952 släpptes de första visenterna från viltstationen ut i Białowieżaskogen. Populationen har sedan dess vuxit och är nu på mer än 500 djur.